# Église Saint-Joseph d'Annonay
 (mars 2018).
L'église Saint-Joseph de Cance est érigée dans la commune d'Annonay, département de l'Ardèche en région Auvergne-Rhône-Alpes. Son architecture de style néogothique est l'œuvre de l'architecte Prosper Borione (1815 - 1895). L'édifice est situé dans le centre d'Annonay, à l'angle de la place Chanoine-Joseph-Thibon et du quai de Merle, au bord de la Cance.

## Historique
Les documents cités dans la bibliographie de l'article permettent d'établir la chronologie suivante : 
- 1854 : visite pastorale de Mgr Joseph Hippolyte Guibert, évêque de Viviers. Constat du besoin de développement des infrastructures paroissiales face au doublement en cinquante ans du nombre de catholiques annonéens.
- 1860 : création de la paroisse Saint-Joseph dans le quartier de Cance. La chapelle de Trachin sert d’église paroissiale.
- 1870 : bénédiction et pose de la première pierre de l’église Saint-Joseph (15 mai).
- 1872 : ouverture et bénédiction de l’église (1er novembre, jour de la Toussaint).
- 1873 : bénédiction et installation d'une cloche.
- 1892 : bénédiction et installation de deux cloches.
- 1897 : installation de l’orgue.
- 1906 : inventaire de l’église dans le cadre de la Loi de séparation des Églises et de l'État. Le 13 février alors que l’opération est prévue, il y a protestation de la part d’un vicaire représentant le P. Hébrard, curé âgé de 80 ans. Les inspecteurs trouvent portes closes et se retirent. Une manifestation se déroule à proximité de l’église. Quelques échauffourées ont lieu. Les autorités décident de reporter leur démarche. Le 1er  mars, l’inventaire se déroule après défonçage de la porte de la sacristie.
- 1940 : mise en place des statues de Notre-Dame de Lourdes et de sainte Thérèse de Lisieux.
- 1965 : restauration intérieure. Modification du chœur pour être en accord avec les dispositions prises lors du Concile Vatican II.
- 1986 : le parvis devient la place Chanoine-Joseph-Thibon, curé de Cance de 1937 à 1966.
- 1996 : aménagement d’une salle de réunion dans un local annexe : la salle Saint-Joseph.
- 1998 : réfection de la zinguerie, sécurisation de l’installation électrique et réhabilitation complète de l’entrée principale.
- 2003 : création de la paroisse catholique « Sainte-Claire » d’Annonay, de Roiffieux et de La Vocance par fusion des paroisses catholiques existantes (1er janvier).
- 2009 : spécialisation cultuelle des églises catholiques d’Annonay. Saint-Joseph devient un lieu de prière consacré aux arts, c'est-à-dire accueillant des manifestations culturelles organisées par la paroisse et l'équipe « Foi & Culture » du diocèse de Viviers[1]. Le reste de l'année l'église est ouverte librement chaque semaine, pour une visite, un temps de prière[2],[3]…
- 2014 : à la demande de paroissiens annonéens, l'église accueille pour la première fois depuis sa spécialisation une messe paroissiale en l'honneur de saint Joseph (19 mars)[2].
- 2017 :
  - l'église accueille une messe paroissiale en l'honneur de saint Joseph Travailleur (1er mai). Elle deviendra annuelle [2].
  - création de l'association « Renouveau des orgues d'Annonay » dont l'objet premier est « la rénovation et les réparations rendues urgentes par leur état des orgues à tuyaux installés dans les églises Saint-François, Notre-Dame, Saint-Joseph de Cance appartenant à la municipalité d’Annonay et affectées au culte catholique» (20 juin)[4],[5].
- 2020 : festivités marquant les 150 ans de la pose de la première pierre. Initialement prévues en mai, elles se déroulent en septembre en raison de la pandémie de Covid-19.
- 2021 : création de la paroisse « Bienheureux Gabriel Longueville » du Bassin d'Annonay par fusion des paroisses « Sainte-Claire » d’Annonay, de Roiffieux et de La Vocance et « Saint-Christophe lès Annonay » (1er mai) [6].

## Description générale
L’église Saint-Joseph a été construite dans un style rappelant le gothique des XIIe et XIIIe siècles. Le bâtiment suit un plan quasi basilical : le transept étant très peu développé. L’étroitesse du terrain d’assise, coincé entre la rivière et la falaise soutenant les anciens remparts, n’a pas permis l’établissement d’un édifice en forme d’une croix latine. Sa surface est de 520 m2 environ.

## Vocable
Saint Joseph, patron des ouvriers, a été choisi comme patron de l’église en raison de sa situation au cœur du centre industriel de la ville au XIXe siècle.

## Visite de l'édifice

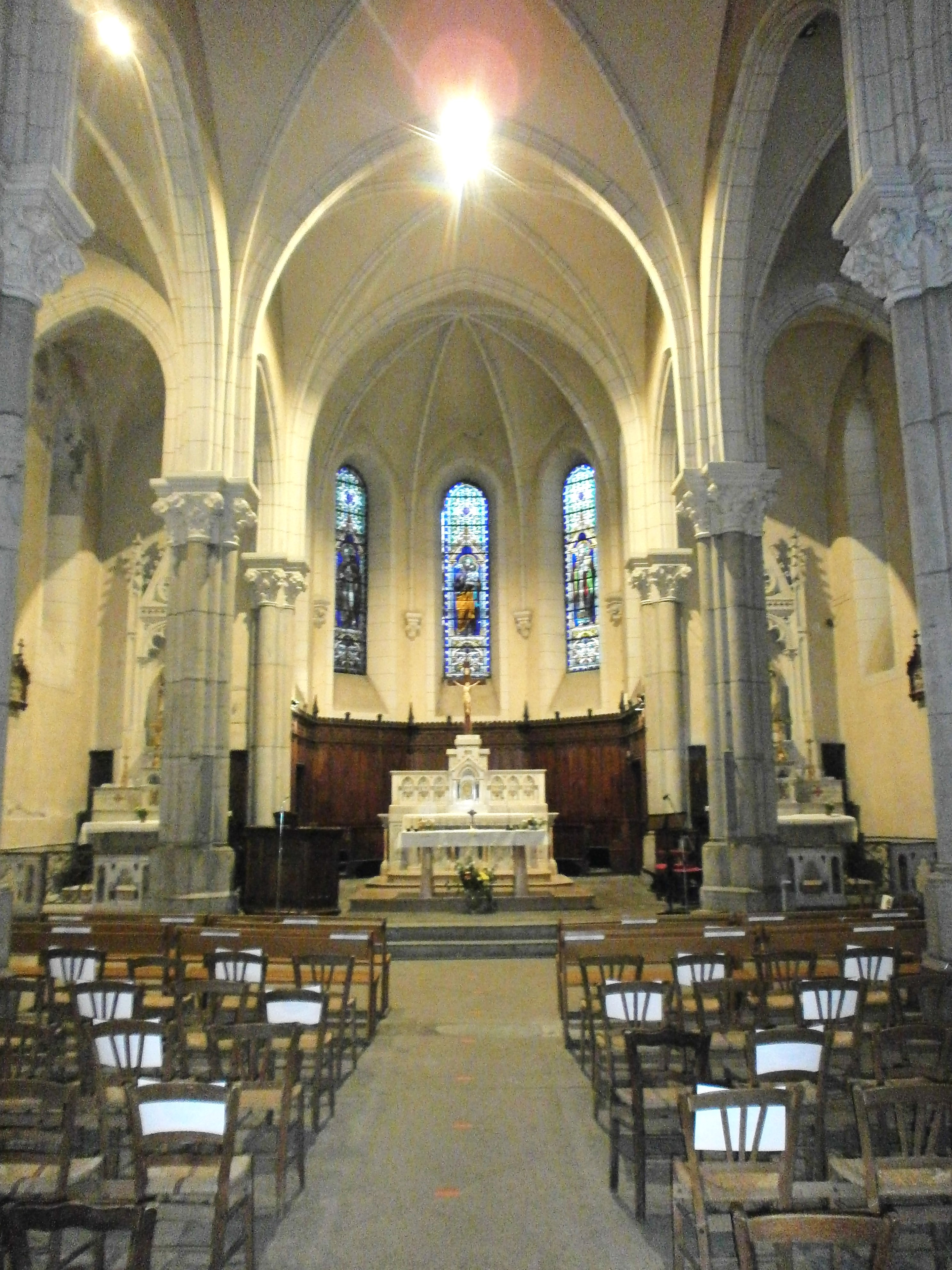
Intérieur de l'église.

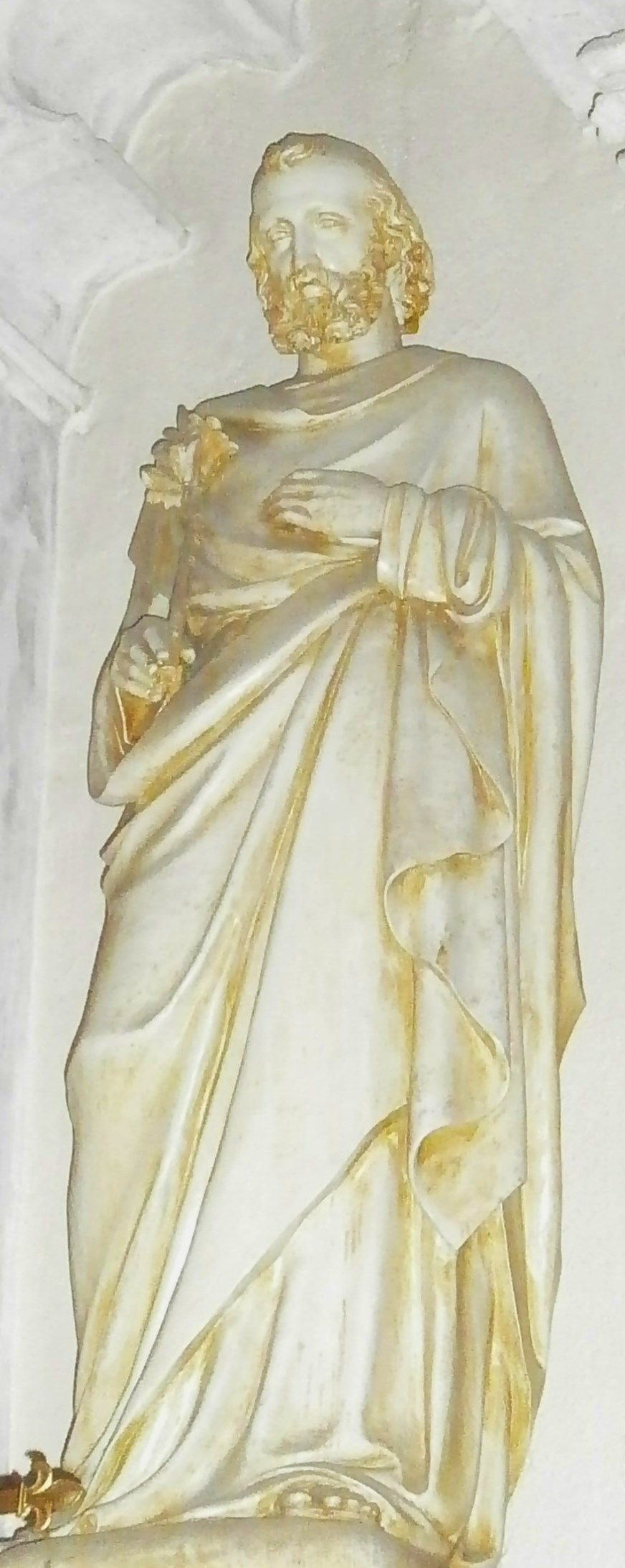
Statue saint Joseph.

### Le sanctuaire
Les éléments aux fonctions liturgiques précises datent de différentes époques  :  
- Le siège de présidence de style néo-gothique, contemporain de la construction de l’église.
- Le Christ en croix a été mis en place durant le premier tiers du XXe siècle.
- L’ambon date de la construction de l’église. C’est en fait la partie basse de l’ancienne chaire (la "cuve"). Il est de style néo-gothique.
- L autel  en bois sculpté a été placé à l’issue du Concile Vatican II pour permettre la célébration « face au peuple ».
- Le tabernacle date de la construction de l’église et se trouve dans le bras nord du transept, formant la chapelle du Sacré-Cœur.

### Vitraux
L’ensemble des vitraux de l’église porte la signature du vitrailliste lyonnais Jean-Baptiste Barrelon (1818-1885). Ils représentent une partie de l’histoire du quartier.
Parmi les vitraux éclairant le chœur, très lumineux les matins d’été, se trouve au centre un portrait : saint Joseph, patron de l’église et des travailleurs. Cance était le centre industriel de la ville au XIXe siècle. À sa gauche, saint Antoine rappelle l’existence d’un hôpital du XIIIe siècle, installé au-dessus de l’emplacement de l’église actuelle et à droite : saint Claude, patron d’une chapelle médiévale disparue. Elle se dressait sur l’autre rive de la Cance au niveau de l’église actuelle.
Les chapelles latérales sont décorées par d'autres portraits en pied : saint André et saint Pierre. Saint André rappelle le souvenir des PP. André Charmant et André Béchetoille qui ont œuvré au XIXe siècle.
Les vitraux des oculi lobés des bras du transept montrent La lapidation de saint Étienne et saint Jean-François Régis prêchant. Saint Étienne évoque Étienne Chabaud, marguillier, et Étienne Frachon, maire à l’époque de la construction de l’église. La présence de saint Jean-François Régis  rappelle sa venue à Annonay au XVIIe siècle et son passage dans la chapelle de Trachin, distante de quelques centaines de mètres.

### Sculptures

#### Statues
- Saint Joseph datant du dernier quart du XIXe siècle (photo de l'article).
- Sacré Cœur dans le bras nord du transept.
- Sainte Thérèse de l’Enfant Jésus, placée pendant la Seconde Guerre mondiale. Sainte Thérèse de l’Enfant-Jésus était la patronne de l’association de quartier créée en 1927 et disparue à la fin du XXe siècle.
- Sainte Jeanne d’Arc décorant le monument aux morts.
- Saint Michel terrassant un démon placé au-dessus des fonts baptismaux ou baptistère rappelle aux fidèles l’effacement des péchés par le baptême.
- Saint Antoine de Padoue placé sur un petit autel.
- Sainte Anne instruisant sa Fille Marie décorant le bras sur transept sud.
- Notre-Dame-de-Lourdes placée en même temps que la statue de sainte Thérèse de l’Enfant-Jésus. Les catholiques de Cance ont matérialisé ainsi leur espoir et leur remerciement à l’issue des combats de 1940.
- Sainte Vierge datant du dernier quart du XIXe siècle.

#### Bas-reliefs
- Chapelle du Sacré-Cœur : le bas-relief de l’autel reproduit le Sacré-Cœur entouré d’épis de blé et de grappes de raisin, deux symboles eucharistiques : le pain et le vin.
- Chapelle de sainte Anne : le bas-relief de l’autel reproduit le monogramme de sainte Anne : SA.
- Ancien maitre-autel : le bas-relief représente Le Christ entouré de saint Pierre et de saint Paul. Il est l’œuvre des établissements Baussan & Bouvas de Bourg-Saint-Andéol.  La porte de son tabernacle représente L’Agneau de Dieu.

#### Chemin de croix
Le chemin de croix (fin XIXe siècle), série de quatorze hauts-reliefs, rappelle différents épisodes du premier vendredi saint : la Passion du Christ.

#### Autres éléments sculptés
Les stalles s’inspirent du style architectural de l’édifice.

### Tableau
Contre le mur soutenant le clocher, se trouve : L’Annonciation, une copie offerte par l’État en 1875.

### Orgues
L’orgue a été construit par la maison Charles Michel - Merklin, une succession illégitime de la manufacture lyonnaise de Joseph Merklin (1819-1905) et concurrente directe d’Aristide Cavaillé-Coll (1811-1899), auteur notamment du grand orgue de l'église Notre-Dame d'Annonay.  
Placé au-dessus du portail principal sur une tribune dessinée par l’architecte Elie Borione (1866 - 1908), il a été inauguré le 24 juin 1897. Cet évènement a été largement couvert par la presse locale de l’époque en particulier par La Gazette d’Annonay qui y consacre deux articles publiés les 26 juin et 3 juillet 1897. Le premier relate la cérémonie d’inauguration et de bénédiction par Mgr Joseph-Michel-Frédéric Bonnet, évêque de Viviers. Il nous apprend que l’orgue est dû en partie à la générosité d’Emile Mignot (1847 – 1895). Le deuxième article publié la semaine suivante présente l’instrument en détail et l’organiste Louis Vierne (1870 – 1937) futur titulaire des orgues de la cathédrale Notre-Dame de Paris qui pour l’occasion joua sur l’instrument. Enfin l’auteur présent durant la cérémonie relate ses impressions. 
À l’origine, il comprenait trois claviers de neuf, sept et deux jeux. Cette composition est à rapprocher de celui de l’église Saint-Roch de la ville de Saint-Étienne (Loire). Deux jeux sont rajoutés à l’instrument en 1912, lors de l’agrandissement de la tribune. Il a fait l’objet d’un relevage en 1954, dernière date connue de travaux d’ampleur sur l’instrument .

### Cloches
Le clocher abrite trois cloches :
- la première bénite le 16 novembre 1873 par le Père Soulerin, alors vicaire général du diocèse de Viviers et premier curé de l'église. Elle donne un sol.
- deux autres bénites le 31 octobre 1892 :
  - Marie - Josèphe - Amélie, pèse 700 kg et donne un sol. Son parrain a été monsieur Joseph Ribes et sa marraine madame Auguste Ribes née Rouveure.
  - Joachim - Anne, 400 kg, donne un si bémol, a eu pour parrain monsieur Joachim Pouly et marraine madame André Bechetoille née Mignot.

Leur sonnerie a été électrifiée dans le milieu du XXe siècle.

### Temps forts culturels
- 2009 : festival diocésain Foi & Culture « Exils ». Expositions de vitraux, peintures, sculptures (J.-M. Balaÿn, Kristoff L., W Veit, O Martin-Veit) et conférence (G Bouvier).
- 2010 : exposition « Signes de croix dans l’inattendu de nos vies ». Photographies (A. Gallichet) en lien avec le pèlerinage diocésain à Lourdes dont le thème était cette année là : « Le signe de croix avec Bernadette ».
- 2012 : festival diocésain Foi & Culture  « De Souffle et d’Argile ». Exposition de photographies (W. Lambelet, J.-P. Gallichet).
- 2013 :
  - « Salon d’art international »  en partenariat avec le Comité de Jumelage d’Annonay.  Exposition de peintures et sculptures (Tineke Bot (nl) et S Cherki) (avril).
  - « Nuit des églises »  en lien avec la Conférence des évêques de France. Diaporama « Sur les Traces de saint Paul », temps musicaux, présentation historique de l’église, des vitraux, d’objets liturgiques et temps de méditation (juillet).
  - « Journées européennes du patrimoine »  en partenariat avec la communauté de communes du Bassin d'Annonay. Présentation de l'église avec historique et mise en lumière des colonnes, des voûtes, des statues, exposition d’objets liturgiques actuels, diaporama humoristique sur les psaumes... (septembre).
- 2014 : « Journées européennes du patrimoine »  en partenariat avec la communauté d'agglomération du Bassin d'Annonay. Exposition « Symphonie de Créations » par les artistes de la paroisse et animation musicale autour des orgues... (septembre).
- 2015 : 
  - festival diocésain Foi & Culture « Voix d'eau, voie d'homme ». Exposition « Polyphonies artistiques » : peintures (J-M Chamard) - photos (S. Le Goff , C. Moulin) - sculptures (M. Le Clainche) (mai et juin).
  - présentation de l'édifice au cours des visites estivales nocturnes « De Trachin à Saint-Joseph-de-Cance » organisées par l'Office de Tourisme Ardèche Grand Air (juillet et août)[8].
- 2016 : exposition « Tendre le cœur comme on tend l'oreille ». Prolongation d'une partie du deuxième « Salon d’art international »  organisé lors des journées festives des 50 ans du jumelage Annonay - Backnang. Peintures (B. Braendle, I. Dürr, K.-H. Goll, I. Kaiser, V. Spiegelberg, M. Wewerka, E. von Hornstein) (mai).
- 2018 : 
  - festival diocésain Foi & Culture « Visages, reflet de l’homme, reflet de Dieu ». Exposition « Visage : reflet de l'homme, reflet du Christ » : peintures, sculptures, photographies, vidéos, textes, temps musical (M. Agati, E. Astic, M. Babin, O. Clément, H. Nikoghosyan, Cl. Roche, S. Rousse, H. Trouillet, Ch. Veigel , Groupe Diocésain de Jeunes et Lycée de Montgolfier d'Annonay)... en association avec l'exposition du sanctuaire Notre-Dame d'Ay à Saint-Romain-d'Ay (septembre).
  - « Journées européennes du patrimoine »  en partenariat avec Annonay Rhône Agglo. Visite libre de l'église et de l'exposition  « Visage : reflet de l'homme, reflet du Christ » (septembre).
- 2020 : 
  - 150 ans de la pose de la première pierre. Exposition « Cance, un quartier, une histoire en images » (D. Breysse et Groupement Philatélique de la Région d’Annonay, D. Misery), visite commentée « Saint-Joseph de Cance, un patrimoine méconnu » (S. Pasquion), rétrospective photos « Dix ans d’exposition » (J.-J. Dard), conférence « Eglise de Cance, église de tanneurs, le travail du cuir à Annonay » (M. Gounon), interprétation de pièces d'orgues (J.-C. Reboullet) et présentation de l’orgue Michel-Merklin (Association pour le Renouveau des Orgues d’Annonay).
  - « Journées européennes du patrimoine »  en partenariat avec Annonay Rhône Agglo. Découverte libre de l'église, de l'orgue et de l'exposition  « Cance, un quartier, une histoire en images » (septembre).
- 2021 : première édition des « Rendez-vous culturels de Saint-Joseph de Cance », expositions, musique, patrimoine (avril à septembre).

## Chronologie des curés

### 1860 – 1971
Un curé et des vicaires ont la charge de la paroisse dont le territoire correspond au quartier.

### 1971 – 2003
Une équipe presbytérale dont les membres sont « curés in solidum » (responsables solidairement) a la charge de l’ensemble des paroisses catholiques d’Annonay, de Roiffieux et de Vidalon.

### 2003 – 2021
Avec la création de la paroisse Sainte-Claire dont le territoire comprend Annonay, Roiffieux et la vallée de La Vocance, une équipe d’animation pastorale (E.A.P.) composée de laïcs en mission et de prêtres nommés « curés in solidum » à la charge de la paroisse nouvelle.

### Depuis 2021
Avec la création de la paroisse « Bienheureux Gabriel Longueville » dont le territoire correspond au bassin de vie d'Annonay, une équipe d’animation pastorale (E.A.P.) présidée par un prêtre nommé « curé » à la charge de la paroisse nouvelle.